# Le Vilhain
Le Vilhain är en kommun i departementet Allier i regionen Auvergne-Rhône-Alpes i de centrala delarna av Frankrike. Kommunen ligger  i kantonen Cérilly som ligger i arrondissementet Montluçon. År 2022 hade Le Vilhain 269 invånare.

## Befolkningsutveckling
Antalet invånare i kommunen Le Vilhain
Referens: INSEE